# 韦兹卢瓦
韦兹卢瓦（法語：Vézelois，法語發音：[vez(ə)lwa]）是法国勃艮第-弗朗什-孔泰大区贝尔福地区省的一个市镇，位于该省中部，属于贝尔福区。

## 地理
韦兹卢瓦（47°36'28"N, 6°54'59"E）面积9.43 平方千米，位于法国勃艮第-弗朗什-孔泰大區贝尔福地区省，该省份为法国东北部内陆省份，东临上莱茵省，北起孚日省，西接上索恩省，南与杜省和瑞士接壤。
与韦兹卢瓦接壤的市镇（或旧市镇、城区）包括：谢夫勒蒙、昂代尔南、当茹坦、诺维拉尔、佩鲁斯、梅鲁-莫瓦勒。

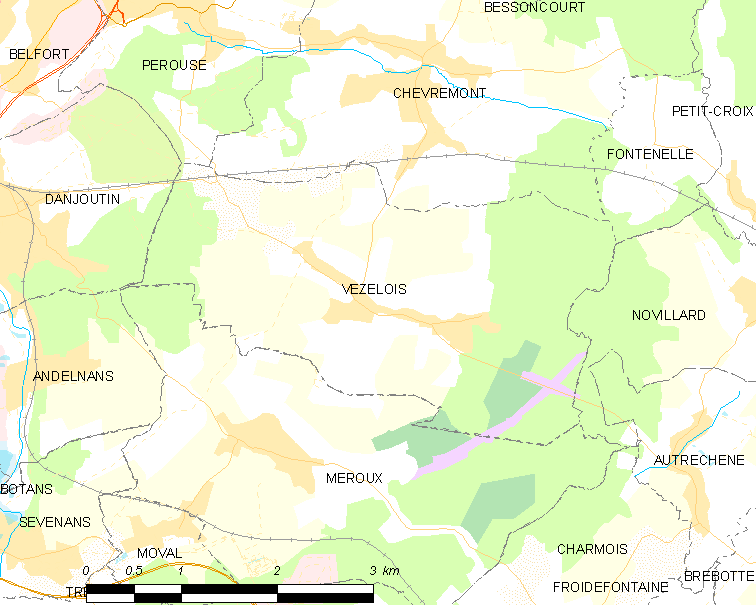
韦兹卢瓦的OSM定位图

韦兹卢瓦的时区为UTC+01:00、UTC+02:00（夏令时）。

## 行政
韦兹卢瓦的邮政编码为90400，INSEE市镇编码为90104。

## 政治
韦兹卢瓦所属的省级选区为沙特努瓦莱福日县。

## 人口

1962-2008年间韦兹卢瓦人口变化图示

韦兹卢瓦于2022年1月1日时的人口数量为1026人。